# Passy-Grigny
Passy-Grigny és un municipi francès, situat al departament del Marne i a la regió del Gran Est. L'any 2007 tenia 385 habitants.

## Demografia

### Població
El 2007 la població de fet de Passy-Grigny era de 385 persones. Hi havia 175 famílies, de les quals 57 eren unipersonals (20 homes vivint sols i 37 dones vivint soles), 53 parelles sense fills, 53 parelles amb fills i 12 famílies monoparentals amb fills.
La població ha evolucionat segons el següent gràfic:
Habitants censats

### Habitatges
El 2007 hi havia 208 habitatges, 171 eren l'habitatge principal de la família, 19 eren segones residències i 19 estaven desocupats. 198 eren cases i 6 eren apartaments. Dels 171 habitatges principals, 137 estaven ocupats pels seus propietaris, 24 estaven llogats i ocupats pels llogaters i 9 estaven cedits a títol gratuït; 5 tenien dues cambres, 27 en tenien tres, 46 en tenien quatre i 92 en tenien cinc o més. 143 habitatges disposaven pel capbaix d'una plaça de pàrquing. A 84 habitatges hi havia un automòbil i a 69 n'hi havia dos o més.

### Piràmide de població
La piràmide de població per edats i sexe el 2009 era:
| Homes | Edats   | Dones |
| ----- | ------- | ----- |
| 0     | 95 o +  | 0     |
| 0     | 90 a 94 | 8     |
| 0     | 85 a 89 | 12    |
| 0     | 80 a 84 | 0     |
| 12    | 75 a 79 | 12    |
| 4     | 70 a 74 | 4     |
| 16    | 65 a 69 | 8     |
| 12    | 60 a 64 | 16    |
| 8     | 55 a 59 | 12    |
| 16    | 50 a 54 | 12    |
| 12    | 45 a 49 | 0     |
| 16    | 40 a 44 | 20    |
| 16    | 35 a 39 | 20    |
| 20    | 30 a 34 | 8     |
| 12    | 25 a 29 | 20    |
| 12    | 20 a 24 | 8     |
| 12    | 15 a 19 | 12    |
| 8     | 10 a 14 | 16    |
| 4     | 5 a 9   | 0     |
| 8     | 0 a 4   | 8     |

## Economia
El 2007 la població en edat de treballar era de 241 persones, 195 eren actives i 46 eren inactives. De les 195 persones actives 184 estaven ocupades (94 homes i 90 dones) i 10 estaven aturades (1 home i 9 dones). De les 46 persones inactives 24 estaven jubilades, 16 estaven estudiant i 6 estaven classificades com a «altres inactius».

### Ingressos
El 2009 a Passy-Grigny hi havia 172 unitats fiscals que integraven 401 persones, la mediana anual d'ingressos fiscals per persona era de 22.351 €.

### Activitats econòmiques
Dels 13 establiments que hi havia el 2007, 3 eren d'empreses alimentàries, 1 d'una empresa de construcció, 2 d'empreses de comerç i reparació d'automòbils, 1 d'una empresa de transport, 2 d'empreses d'hostatgeria i restauració, 1 d'una empresa de serveis, 2 d'entitats de l'administració pública i 1 d'una empresa classificada com a «altres activitats de serveis».
Dels 2 establiments de servei als particulars que hi havia el 2009, 1 era un guixaire pintor i 1 perruqueria.
Dels 2 establiments comercials que hi havia el 2009, 1 era una botiga de menys de 120 m² i 1 una fleca.
L'any 2000 a Passy-Grigny hi havia 72 explotacions agrícoles que ocupaven un total de 735 hectàrees.

## Equipaments sanitaris i escolars
El 2009 hi havia una escola elemental.

## Poblacions més properes
El següent diagrama mostra les poblacions més properes.